# 베단타 학파
베단타 학파(वेदान्त, Vedānta)는 베다의 지식부(知識部)의 근본적인 뜻, 즉 아란야카와 우파니샤드의 철학적 · 신비적 · 밀교적 가르침을 연구하는 힌두교 철학 학파로 힌두교의 정통 육파철학 중 하나이다. 우타라(後) 미맘사 학파라고도 불린다.
힌두 철학에서 원래 베단타(Vedānta)라는 단어는 베다 중 우파니샤드와 동의어로 사용되었다. 베단타라는 단어는 "베다-안타(Veda-anta)" 즉 "베다의 끝" 또는 "베다 찬가에 더해진 부록"의 뜻인데, 이 뜻이 심화되어 "베다의 목적, 목표 또는 최종 도달지"를 의미하는 것으로도 여겨지고 있다. 베단타는 또한 삼히타, 즉 네 종의 베다를 모두 마스터한 사람을 가리키는 일반 명사로도 사용된다. 8세기에 이르러서는 "베단타"라는 단어는 아트마 즈냐나(자아 실현), 즉 우주의 궁극적 실재(브라만)를 아는 것을 중심 주제로 하는 특정 힌두 철학 그룹을 지칭하는 용도로 사용하게 되었다.
베단타 학파의 개조(開祖)는 바다라야나(1세기)라고도 하나 그의 전기(傳記)는 분명치 않다. 경전(經典)으로는 《베단타 수트라》(4~5세기, 브라마 수트라라고도 한다)가 있으나 극단적으로 간결하기 때문에 주석 없이는 이해할 수가 없어서 많은 사람이 주석을 하기에 이르렀다. 그 주석의 차이로부터 분파가 생겨남으로써 베단타 철학의 발달을 촉진하였으며 그 결과 베단파 학파는 힌두교의 육파 철학 중에서 가장 유력한 학파가 되었다. 《베단타 수트라》의 주석서로서 가장 유명한 것은 아드바이타 베단타 학파의 창시자인 샹카라(8세기경)의 주석서이다.

## 다른 이름
베단타 학파는 우타라(後) 미맘사라고도 불리는데, 이것은 베다의 제사부(祭事部), 즉 삼히타(Samhitas)와 브라마나(Brahmanas)를 연구하는 학문을 카르마 미맘사 또는 푸르바(前) 미맘사라고 부르는 것과 대비하여 부르는 호칭으로, 베다의 지식부(知識部), 즉 아란야카(Āraṇyakas)와 우파니샤드(Upanishads)의 근본적인 뜻과 가르침을 연구하는 철학 그룹을 지칭하는 말인데, 이 그룹이 시대 순으로 후대에 나왔다는 의미와 더 뛰어난 가르침이라는 의미를 둘 다 가지는 말이다. "미맘사(Mimamsa)"는 숙려 · 조사 · 연구의 뜻으로 영어로는 주로 "enquiry"라고 번역된다. 우타라 미맘사는 "후대의 연구" 또는 "더 뛰어난 연구"의 뜻이며 푸르바 미맘사는 "전대의 연구"의 뜻이다.

## 사상

### 우파니샤드의 중시
사상적으로는 베단타 학파는 베다 성전 가운데에서 특히 우파니샤드를 중요시하였는데, 우파니샤드의 여러 현자들 중에서도 우다라카(Uddalaka)의 사상을 중심으로 하여 베다와 우파니샤드의 여러 사상을 조화시키고 통일을 꾀했다.
예를 들어, 삼키아 학파의 푸루샤(우주적 영 · Cosmic Spirit)과 프라크리티(우주적 질료 · Cosmic Substance)의 2원론을 부정하고, 절대자 브라만은 프라크리티와 같은 질료적인 것이 아니라 순수한 영적 실재이며 영구불멸의 존재인 동시에 세계를 창조하는 제1 원인(First Cause)이라고 하였다.
또한, 베단타 학파에서는, 개인아(個人我)인 아트만은 우주의 궁극적 실재인 브라만의 일부분이며, 우주적인 존재인 브라만에 비교하면 원자(原子)만한 크기에 불과하지만 브라만과 다른 존재가 아니라고 하였다. 무시(無始) 이래 윤회를 반복하고 있는 개인아는 브라만을 명상(冥想)함으로써 아트마 즈냐나(Atma Jnana · 명지 · 明知) 또는 비드야(Vidya)를 얻을 때 브라만과의 합일을 이루어 해탈하게 된다고 하였다. 이 아트마 즈냐나에 도달하는 수단으로써 우파니샤드의 가르침을 중시하였다.

### 불이일원론
베단타 학파의 가르침에 따르면, 유일절대의 브라만만이 참된 실재인데 개인아인 아트만은 자신의 진정한 본성을 직관(直觀)하게 될 때 그 즉시로 최고아(最高我)인 브라만과 완전히 동일해진다. 베단타 학파는 이러한 절대적 일원론적 존재 모습이 우주의 진실된 모습이며, 현상계의 다양성은 마야(환영 · 幻影)로서 실체가 없는 것이라고 본다. 따라서 베단타 학파에서는 무지(無知 · Avidyā · Ignorance) · 무명(無明 · Avidyā) 또는 망상(妄想 · Avidyā · Delusion)이란 아트만과 브라만이 분리되어 있다는 앎(인식 · 지식)이라고 본다. 그리고 이것은 곧 신(브라만)을 알지 못하는 상태와 동일한 것이며 또한 자신의 진정한 자아(아트만)가 무엇인지를 모르는 상태와 동일한 것이라고 본다. 즉 신을 아는 것은 곧 자아를 아는 것이고 이것은 곧 신과 자아가 하나임을 아는 것과 같은 것이라고 말하며, 이 앎을 아트마 즈냐나라고 한다. 그리고 아트마 즈냐나는 오직 사마디를 통해서만 성취될 수 있다고 말한다.
베단타 학파에 따르면, 원래 무수한 차별이 있는 현상 세계를 창조한 신(이슈바라 · 自在神)은 원래 무차별 · 무속성의 브라만이다. 그럼에도 불구하고, 인간은 무지(無知)로 인해 그 같은 사실을 자각하지 못하고 있다. 우주는 요술장이가 만들어낸 것과 같은 환영(마야)의 세계, 즉 무실체의 세계이다. 세계의 환영성을 알게 되면 브라만과 아트만이 본래 동일한 존재라는 자각, 즉 범즉아(梵卽我) · 아즉범(我卽梵)의 범아일여의 진리를 곧바로 깨닫게 되고 그 즉시로 해탈에 도달한다고 하였다.
이와 같은 브라만과 아트만이 둘이 아니며 동일한 하나의 존재라는 베단타 학파의 주장을 불이일원론(不二一元論)이라 한다. 이 불이일원론의 철학에는 불교의 영향이 있어서 다른 힌두교 철학 학파의 공격을 받았으나 결국 힌두교 사상의 주류가 되었다.

## 같이 보기
- 즈냐나
- 아트마 즈냐나
- 미맘사 학파
- 샹카라

## 참고 문헌
- 이 문서에는 다음커뮤니케이션(현 카카오)에서 GFDL 또는 CC-SA 라이선스로 배포한 글로벌 세계대백과사전의 내용을 기초로 작성된 글이 포함되어 있습니다.